# Ministers of the Crown Act 1937
Il Ministers of the Crown Act del 1937 (1 Edw. 8. & 1 Geo. 6 . c. 38) fu un atto del Parlamento del Regno Unito che stabiliva gli stipendi per i membri del governo e dell'opposizione. È degno di nota come il primo atto a riconoscere formalmente il primo ministro, il gabinetto e il leader dell'opposizione.

## L'atto
L'atto stabiliva gli stipendi per i ministri del governo e per alcuni membri dell'opposizione. Sebbene si applicasse ai "ministri", non definiva i ministri e in effetti ne escludeva due: il Lord Cancelliere e il Procuratore generale per l'Inghilterra e il Galles. L'atto stabiliva per primo lo stipendio per il primo ministro, che era fissato a £ 10.000 all'anno. Questa era solo la seconda volta che il primo ministro veniva menzionato in un atto del Parlamento, dopo il Chequers Estate Act del 1917, che gli aveva concesso una residenza di campagna a Chequers.
Gli altri funzionari coperti dalla legge rientravano in due categorie: capi dipartimento e sottosegretari. I capi di alcuni dipartimenti, come il Cancelliere dello Scacchiere, ricevevano £ 5.000 all'anno indipendentemente dalla loro appartenenza al Gabinetto, mentre altri come il Lord Privy Seal ricevevano £ 3.000, con un aumento a £ 5.000 se entravano a far parte del Gabinetto. Ai sottosegretari venivano concesse £ 3.000 all'anno se erano Chief Whip, £ 2.000 se erano Financial Secretary del Tesoro, £ 1.500 se Financial Secretary dell'Ammiragliato o simili e £ 1.000 se erano Assistant Postmaster-General. L'atto prevedeva anche una pensione di £ 2.000 all'anno per ogni individuo che avesse ricoperto la carica di primo ministro e uno stipendio di £ 2.000 al leader dell'opposizione
L'atto è degno di nota per diversi motivi; è stato il primo atto del Parlamento a trattare direttamente gli stipendi ministeriali, e anche il primo atto a fornire uno stipendio per il primo ministro, e per il leader dell'opposizione, i cui doveri definiva. È stato il primo statuto a riconoscere formalmente il primo ministro, il gabinetto e il leader dell'opposizione. L'atto è stato abrogato dal Ministerial Salaries Consolidation Act del 1965.